# 穂高村
穂高村（ほたかむら）は長野県下高井郡にあった村。現在の木島平村大字穂高にあたる。

## 地理
- 山：城山
- 河川：千曲川、馬曲川

## 歴史
- 1876年（明治9年） - 近世以来の高井郡稲荷村・和栗村・中村・北鴨ヶ原村・小見村・内山村が合併して穂高村となる。
- 1879年（明治12年）1月4日 - 所属郡が下高井郡に変更。
- 1889年（明治22年）4月1日 - 町村制の施行により、穂高村が単独で自治体を形成。
- 1955年（昭和30年）2月1日 - 往郷村・上木島村と合併して木島平村が発足。同日穂高村廃止。